# Bunuri mobile din domeniul artă decorativă clasate în patrimoniul cultural național al României aflate în județul Hunedoara
Acestă listă conține bunurile mobile din domeniul artă decorativă clasate în Patrimoniul cultural național al României aflate la momentul clasării în județul Hunedoara.

## Fond
| Foto | Informații generale      | Detalii tehnice | Descriere | Deținător                                  | Legături |
| ---- | ------------------------ | --- | --- | ------------------------------------------ | -------- |
|      | Farfurie                 | Datare: Prima jumătate a sec. XIX Școală: Manufactură de faianță fină Batiz Descoperit: jud. Hunedoara, Batiz Material: faianță; turnare; glazurare               | Farfurie, smalț siena arsă, lucios, omogen; de formă circulară cu marginea ușor meandrică, fără decor. Piesa prezintă marcă de atelier. | Muzeul Civilizației Dacice și Romane, Deva | Cimec    |
|      | Farfurie                 | Datare: Prima jumătate a sec. XIX Școală: Manufactură de faianță fină Batiz Descoperit: jud. Hunedoara, Batiz Material: faianță; turnare; glazurare; decor pictat | Farfurie, smalț alb-gălbui, lucios, omogen. De formă circulară, ajurată, cu un decor meandric realizat cu albastru de cobalt. Piesa prezintă marca de atelier. | Muzeul Civilizației Dacice și Romane, Deva | Cimec    |
|      | Farfurie                 | Datare: Prima jumătate a sec. XIX Școală: Manufactură de faianță fină Batiz Descoperit: jud. Hunedoara, Batiz Material: faianță; turnare; glazurare; decor pictat | Farfurie, smalț alb, lucios, omogen. De formă circulară cu marginea ajurată și cu un bogat decor în relief cu motive vegetale și florale stilizate realizate cu albastru de cobalt. Piesa prezintă marca de atelier. | Muzeul Civilizației Dacice și Romane, Deva | Cimec    |
|      | Farfurie                 | Datare: Prima jumătate a sec. XIX Școală: Manufactură de faianță fină Batiz Descoperit: jud. Hunedoara, Batiz Material: faianță; turnare; glazurare               | Farfurie, smalț negru cu luciu metalic, omogen. De formă circulară cu marginea ajurată realizată în două registre. Central piesa prezintă un decor în relief fin - țesătură de curmei. Piesa prezintă pe verso marca de atelier. | Muzeul Civilizației Dacice și Romane, Deva | Cimec    |
|      | Farfurie                 | Datare: Prima jumătate a sec. XIX Școală: Manufactură de faianță fină Batiz Descoperit: jud. Hunedoara, Batiz Material: faianță; turnare; glazurare; decor pictat | Farfurie, smalț alb-gălbui, lucios, omogen. Piesa de formă circulară are marginea marcată de un decor liniar de culoare ivoire. Central prezintă un decor sub formă de medalion circular ce redă un peisaj convențional cu case și elemente vegetale. Piesa prezintă marca de atelier. | Muzeul Civilizației Dacice și Romane, Deva | Cimec    |
|      | Farfurie                 | Datare: Prima jumătate a sec. XIX Școală: Manufactură de faianță fină Batiz Descoperit: jud. Hunedoara, Batiz Material: faianță; turnare; glazurare               | Farfurie, smalț negru cu luciu metalic, omogen; de formă circulară. Piesa nu prezintă motiv ornamental și nici marcă de atelier. | Muzeul Civilizației Dacice și Romane, Deva | Cimec    |
|      | Serviciu de oțet și ulei | Datare: Prima jumătate a sec. XIX Școală: Manufactură de faianță fină Batiz Descoperit: jud. Hunedoara, Batiz Material: faianță; turnare; glazurare               | Serviciu pentru condimente, smalț gălbui și siena arsă, lucios, omogen, compus din trei piese: suportul și două recipiente. Suportul, frumos modelat, încastrează lateral cele două recipiente de formă tronconică cu gât înalt, prezentând un decor geometric traforat. În partea inferioară central suportul prezintă două suprafețe modelate în formă de scoică ce au destinația de solniță. Piesa nu prezintă marca de atelier.                                                  | Muzeul Civilizației Dacice și Romane, Deva | Cimec    |
|      | Sosieră                  | Datare: Prima jumătate a sec. XIX Școală: Manufactură de faianță fină Batiz Descoperit: jud. Hunedoara, Batiz Material: faianță; turnare; glazurare               | Sosieră, smalț, umbră naturală, lucios, omogen. Corpul naviform, ușor bombat în partea centrală unde sunt dispuse două anse în formă de cârlig. Piesa prezintă un picior scurt ce se evazează spre bază formând talpa. Piesa nu prezintă decor și nici marcă de atelier. | Muzeul Civilizației Dacice și Romane, Deva | Cimec    |
|      | Zaharniță                | Datare: Prima jumătate a sec. XIX Școală: Manufactură de faianță fină Batiz Descoperit: jud. Hunedoara, Batiz Material: faianță; turnare; glazurare               | Zaharniță, smalț ocru-galben deschis, lucios, omogen. Piesa cu corpul modelat trunchi de piramidă, cu picior scurt ce se evazează spre bază formând talpa. Capacul urmărește forma fațetată a corpului terminându-se cu un buton. Piesa prezintă, pe suprafața corpului și pe capac, motive ornamentale stilizate redate în relief fin și compuse sub formă de ghirlandă. Piesa prezintă marca de atelier.                                                                           | Muzeul Civilizației Dacice și Romane, Deva | Cimec    |
|      | Potir                    | Datare: Prima jumătate a sec. XIX Școală: Manufactură de faianță fină Batiz Descoperit: jud. Hunedoara, Batiz Material: faianță; turnare; glazurare; decor pictat | Potir, smalț alb, lucios, omogen. Corpul piesei are formă de cupă cu buza evazată și ușor răsfrântă. Piciorul potirului se prelungește din cupă, trecerea făcându-se printr-un nodus. Forma cilindrică a piciorului se evazează spre bază formând talpa. Piesa prezintă un decor liniar și figurativ redând două scene simbolice religioase realizate cu albastru de cobalt în degrade. Piesa prezintă pe verso semnătura pictorului Rogan Karoly și anul execuției parțial lizibil. | Muzeul Civilizației Dacice și Romane, Deva | Cimec    |
|      | Fructieră                | Datare: Prima jumătate a sec. XIX Școală: Manufactură de faianță fină Batiz Descoperit: jud. Hunedoara, Batiz Material: faianță; turnare; glazurare               | Fructieră, smalț alb-gălbui, lucios, omogen. Corpul, în formă circulară, prezintă un decor în relief imitând împletitura de curmei care devine compactă spre centrul piesei. Corpul se continuă cu un picior cilindric ce se evazează spre bază formând talpa. Piciorul prezintă același decor. Piesa prezintă marca de atelier. | Muzeul Civilizației Dacice și Romane, Deva | Cimec    |